# Праздники Уругвая
Праздничные дни в Уругвае:
| Дата                                            | Праздник                                               | Оригинальное название                  | Примечания                                              |
| ----------------------------------------------- | ------------------------------------------------------ | -------------------------------------- | ------------------------------------------------------- |
| 1 января                                        | Новый год                                              | Año Nuevo                              |                                                         |
| 6 января                                        | День детей                                             | Día de los Niños (Día de Reyes)        |                                                         |
| Переходящий. В конце Февраля или в начале Марта | Уругвайский Карнавал                                   | Carnaval                               |                                                         |
| Переходящий. В конце Марта или в начале Апреля  | Неделя туризма (в место Христианской Страстной недели) | Semana de Turismo (Semana Santa)       |                                                         |
| 19 апреля                                       | Праздник в честь 33 патриотов-борцов за независимость  | Desembarco de los 33 Orientales        |                                                         |
| 1 мая                                           | День Труда                                             | Día de los Trabajadores                |                                                         |
| 18 мая                                          | День битвы при Лас-Пьедрас                             | Batalla de las Piedras                 |                                                         |
| 19 июня                                         | День рождения Хосе Артигаса                            | Natalicio de Artigas                   |                                                         |
| 18 июля                                         | День конституции                                       | Jura de la Constitución                | В честь принятия первой Конституции Уругвая в 1830 году |
| 25 августа                                      | День независимости                                     | Día de la Independencia                | От Бразильской империи, в 1825 году                     |
| 12 октября                                      | День Колумба                                           | Día de la Raza (или просто Immacolata) |                                                         |
| 2 ноября                                        | День всех Святых                                       | Día de los Difuntos                    |                                                         |
| 25 декабря                                      | Рождество                                              | Día de la Familia (Navidad)            |                                                         |

Только 5 из этих праздников являются государственными (1 января, 1 мая, 18 июля, 25 августа и 25 декабря), и предполагают обязательный оплачиваемый выходной для работников. В другие праздничные дни образовательные учреждения, негосударственные и некоторые государственные образования по своему усмотрению могут дать выходной.